# Liquid funk
A Liquid funk (más néven liquid drum & bass, liquid DNB vagy liquid) a drum and bass zenei stílus egyik ága. Bár más stílusokhoz hasonló bassline-okat és ütemmutató beosztásokat használ, kevesebb ütemmutató központú hangmintát és több hangszeres (szintetizátoros és természetes) réteget, harmóniát és háttérzajt tartalmazz egy nyugodtabb légkör előállítására, amivel az otthoni hallgatókat és az éjjeli mulatóhelyek közönségeit célozza meg.

## Történet
2000-ben Fabio elkezdte pártfogolni a drum and bass új formáját, amit „liquid funk”-nak nevezett el egy az ugyanolyan néven kiadott összeállításával a Creative Source kiadójánál. Ezt a diszkó és a house zene befolyása jellemzi és elterjedt a vokáloknak a használata is. Habár először lassan vált népszerűvé, 2003-2004 körül a stílus népszerűségben erősen nőt. 2005-től elfogadott – mint az egyik legnagyobb eladású társműfaj a drum and bassen belül – a fő javaslattevő kiadók, (mint a Good Looking Records [habár ez a kiadó erősen kereszt-műfajú az atmospheric drum and bassel], a Hospital Records, a Liquid V, a Shogun Limited, a Fokuz Recordings) és előadók, (mint Calibre, Netsky, High Contrast, Logistics, London Elektricity, Nu:Tone, Dj Marky és Solid State) között.
A Liquid funk nagyon hasonló az intelligent drum and basshez, de vannak hajszálnyi különbségek. A Liquid funkra erősebb befolyással van a soca, a latin, a diszkó, a dzsessz és a funk zene, míg az Intelligent D'n'B nyugodtabb mégis szintetikusabb hangzást idéz elő, és a valódi hangszerek alkalmazásának szerves elemként történő megvalósítása helyett egyenletes szintetizátoros sorokat, hangmintákat és mély basszust használ.

## Új hullám
A liquid zene második hulláma 2006-2009-ben kezdődött az olyan előadók felemelkedésével, mint például Eveson, Alix Perez, Zero T, Lenzman és Spectrasoul. Hasonlóan az azt megelőző Liquidhez, túlnyomóan az Egyesült Királyságból származott. Ezek az újító előadók Amen breaket és 808-as dobgépet használva új hangzást hoztak a drum and bass színterére.
2007. október 1-én High Contrast a liquid funkot visszahozta a mainstreambe a „Tough Guys Don't Dance” című albumán kiadott olyan zeneszámokkal, mint például az „If We Ever”, a „Kiss Kiss bang Bang” és a „Tread Softly”. Ez végzett a „keresztezésekkel” majd 2007 egyik leghallgatottabb Drum and Bass albumává vált. A liquid funk sikere sose hagyta el a mainstreamet és követte Mistabishi, a nappali rádiók által is játszott „No Matter What” száma, Chase & Status „More Than Alot” albuma, valamint a Brookes Brothers „Tear You Down” és „Loveline” című zeneszámai elérték a Dance slágerlistákat.

## Kapcsolódó előadók
| - 4hero - Adam F - Alix Perez - Amon Tobin - Aquasky - B-complex - Bachelors Of Science - Blu Mar Ten - Brookes Brothers - Chris.SU - Calibre - Camo & Krooked - Command Strange - Commix - Cyantific - D.Kay - Danny Byrd - dBridge | - DC Breaks - DJ Dextrous - Dj Fresh - DJ Patife - DJ Marky - Dossa - Electrosoul System - EZ Rollers - Fred V & Grafix - Frederic Robinson - Friction - Future Prophecies - Goldie - Hybrid Minds - High Contrast - Hugh Hardie - Icicle | - Jrumhand - Kimyan Law - Klute - Lenzman - Logistics - London Elektricity - LTJ Bukem - Lynx - Maduk - Makoto - Matrix & Futurebound - Metrik - Mistabishi - Mutt - Nelver - Netsky - Nu:Tone | - Nu:Logic - Peshay - Q Project - Random Movement - Rameses B - Reso - Seba - Shapeshifter - Spectrasoul - S.P.Y - Stakka & Skynet - Total Science - TwoThirds - Utah Jazz - XRS - Zero T |